# Valeria Parrella

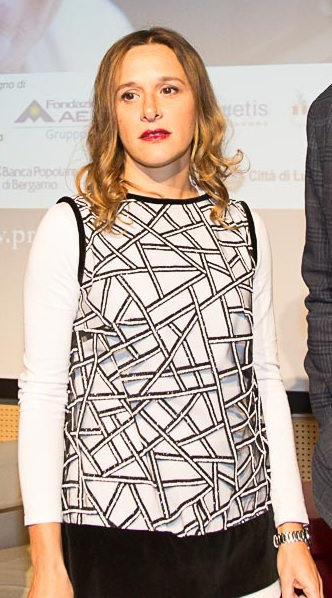
Valeria Parrella (2016)

Valeria Parrella, född 1974 i Torre del Greco, Neapel, är en italiensk författare.
Parrella debuterade som författare 2003 med novellsamlingen Mosca più balena. Hennes första roman, Lo spazio bianco (Väntrum), utkom 2008 och översattes till svenska 2011. I Sverige ges hennes böcker ut av Astor förlag.

## Verk
- Mosca più balena (noveller, 2003)
- Per grazia ricevuta (noveller, 2005)
- Il verdetto (pjäs, 2007)
- Lo spazio bianco (roman, 2008)
  - Väntrum (översättning Ida Andersen, Astor, 2011)
- Ciao maschio (pjäs, 2009)
- Tre terzi (tillsammans med Diego De Silva och Antonio Pascale) (pjäs, 2009)
- Ma quale amore (roman, 2010)
- Lettera di dimissioni (2011)
  - Avskedsbrev (översättning Ida Andersen, Astor, 2012)
- Terra (pjäs, 2011)
- Antigone (pjäs, 2012)
- Tempo di imparare (2014)